# Albert af Sachsen (biskop)
|  | En senere Albert af Sachsen levede 1828-1902 og var konge fra 1873 |
Albert af Sachsen eller Albertus de Saxonia, Albert von Helmstedt, Albertutius, Albert von Ricmestorp, Albertus parvus (født ca. 1316 i Rickmerstorf, død 8. juli 1390 i Halberstadt) var en tysk matematiker og logiker. Som Albert 3. var han biskop i Halberstadt fra 1366 til 1390.
Albert af Sachsen blev født som Albrecht Rike, søn af en bonde i Rickensdorf i Landkreis Helmstedt i den østlige ende af Niedersachsen ved grænsen til Sachsen-Anhalt. Efter studier i Prag og Paris underviste han fra 1351 til 1362 som professor ved Pariser-universitetet og blev rektor 1353.
Efter 1362 kom han til Pave Urban 5.s hof i Avignon som gesandt for Rudolf 4. af Østrig for at forhandle oprettelsen af et universitet i Wien, hvis første rektor han blev i 1365. Dette universitet er et af de ældste i Europa.
Den 21. oktober 1366 blev han biskop i Halberstadt som Albert 3.

## Filosofi
Albert var elev af Jean Buridan og stærkt influeret af dennes arbejder inden for fysik og logik. Som naturfilosof arbejdede han i Buridans tradition og bidrog til at sprede den parisiske naturfilosofi til Italien og Centraleuropa. Alberts arbejde med logikken viser indflydelse fra William af Ockham hvis kommentarer til logica vetus, den gamle logik (Porfyr og Aristoteles' Catagoriae og De interpretatione) blev gjort til genstand for en serie Quaestiones, undersøgelser, af Albert.

## Impetusteori
(Disse formuleringer om impetus må kontrolleres af en kyndig)
Impetusteorien er en nu forældet teori om klassisk mekanik udviklet i 1300-tallet til afløsning af den tidligere to-trins opfattelse.
Albert var delagtig i udviklingen af denne teori idet han foreslog at opdele i tre trin i stedet for som tidligere i to.

## Værker
- Sophismata et Insolubilia et Obligationes, Paris 1489 og Hildesheim 1975 som reproduktion
- Tractatus proportionum, Venedig 1496 og Wien 1971: udgiver Hubertus L. Busard
- De latudinibus, Padua 1505
- Perutilis Logica Magistri Alberti de Saxonia, Venedig 1522 og reproduktion i Hildesheim 1974
- De latitudinibus formarum
- De maximo et minimo
- Tractatus proportionum
- De quadratura circuli